# スワミ・スリ・ユクテスワ・ギリ
スワミ・スリ・ユクテスワ・ギリ（Swami Sri Yukteswar Giri、デーヴァナーガリー：श्रीयुक्तेश्वर गिरि、ベンガル語：শ্রীযুক্তেশ্বর গিরী、1855年5月10日 - 1936年3月9日）は、サタヤナンダ・ギリとパラマハンサ・ヨガナンダのグルである。